# John Northcott
Sir John Northcott (24 de março de 1890 – 4 de agosto de 1966) foi um oficial do Exército Australiano que atingiu o posto de tenente-general. Serviu como Chefe do Estado-maior General durante a Segunda Guerra Mundial e comandou as Forças de Ocupação da Comunidade Britânica no Japão. Foi o primeiro governador de Nova Gales do Sul que nasceu efectivamente na Austrália.